# Pěkovice
Pěkovice (německy Pöcken) jsou malá vesnice, část města Teplá v okrese Cheb v Karlovarském kraji. Nachází se asi 4,5 kilometru jižně od Teplé. Pěkovice jsou také název katastrálního území o rozloze 3,65 km².

## Historie
První písemná zmínka o vesnici pochází z roku 1273, kdy držení vesnice premonstrátům kláštera Teplá potvrdil papež Řehoř X. V té době spadala vesnice pod správu obce Beranovka. Farností a poštou náležely Pěkovice k tepelskému klášteru. Až do roku 1874 chodily místní děti do školy v Křepkovic. Od roku 1874 měla obec vlastní školu, která ukončila svoji činnost až v roce 1977. V obci byl také hostinec. V první světové válce padlo, zemřelo nebo zůstalo nezvěstných 8 mužů z Pěkovic. Jejich památka byla uctívána formou pamětní desky, umístěné vedle oltáře poutního kostela v dnes již zaniklé obci Svatý Vojtěch.

## Přírodní poměry
Vesnice leží v nadmořské výšce 710 m v Tepelské vrchovině. Asi 600 metrů jihovýchodně od zástavby vesnice pramení potok Hadovka. Jižně od vesnice vyvěrá minerální pramen Pěkovická kyselka, poblíž vyvěrají Křepkovická, Hanovská a Nezdická kyselka. 
V červenci roku 1998 se územím mezi Pěkovicemi a usedlostí Na Říčce prohnalo tornádo. Po bouři zůstal průsek široký kolem 100 až 150 metrů a dlouhý téměř jeden kilometr.

## Obyvatelstvo
Při sčítání lidu v roce 1930 zde žilo 162 obyvatel, všichni německé národnosti, kteří se hlásili k římskokatolické církvi. Po druhé světové válce a odsunu sudetských Němců však jejich počet výrazně klesal. Významným zaměstnavatelem bylo středisko živočišné výroby Státních statků, které po roce 2000 převzala soukromá zemědělská farma EURAGRI s r.o., vlastněná majiteli z Itálie.
| Rok                                                           | 1869 | 1880 | 1890 | 1900 | 1910 | 1921 | 1930 | 1950 | 1961 | 1970 | 1980 | 1991 | 2001 | 2011 | 2021 |
| ------------------------------------------------------------- | ---- | ---- | ---- | ---- | ---- | ---- | ---- | ---- | ---- | ---- | ---- | ---- | ---- | ---- | ---- |
| Počet obyvatel                                                | 163  | 188  | 155  | 179  | 156  | 167  | 162  | 55   | 50   | 64   | 75   | 59   | 71   | 40   | 43   |
| Počet domů                                                    | 28   | 30   | 27   | 30   | 27   | 27   | 28   | 21   | -    | 16   | 19   | 19   | 16   | 15   | 15   |
| Počet domů v roce 1961 je zahrnut v počtu domů v Křepkovicích |      |      |      |      |      |      |      |      |      |      |      |      |      |      |      |

## Obecní správa
Při sčítání lidu v letech 1850–1879 Pěkovice byly osadou obce Bezvěrov v okrese Teplá. V letech 1919–1949 byly samostatnou obcí, se kterým patřila nejprve do okresu Teplá, ale v roce 1950 v okrese Mariánské Lázně. V letech 1961–1974 byly částí obce Křepkovice v okrese Karlovy Vary. Od 1. ledna 1975 jsou částí města Teplá v okrese Karlovy Vary, ale od 1. ledna 2007 v okrese Cheb.

## Pamětihodnosti
- Trachytová boží muka z roku 1586, zrestaurované v roce 2016, jedna z nejstarších památek svého druhu na Karlovarsku.[5]
- Socha Panny Marie Immaculaty z 18. století, která stávala vedle budovy školy, po roce 1945 stržena a dlouhé roky ležela na zemi. Okolo roku 1996 byla socha převezena do Teplé a umístěna do parku Přátelství před penzion pro důchodce.[5]
- Roubená chalupa z 1. poloviny 19. století, až do roku 1980 památkově chráněná.[14]

## Galerie

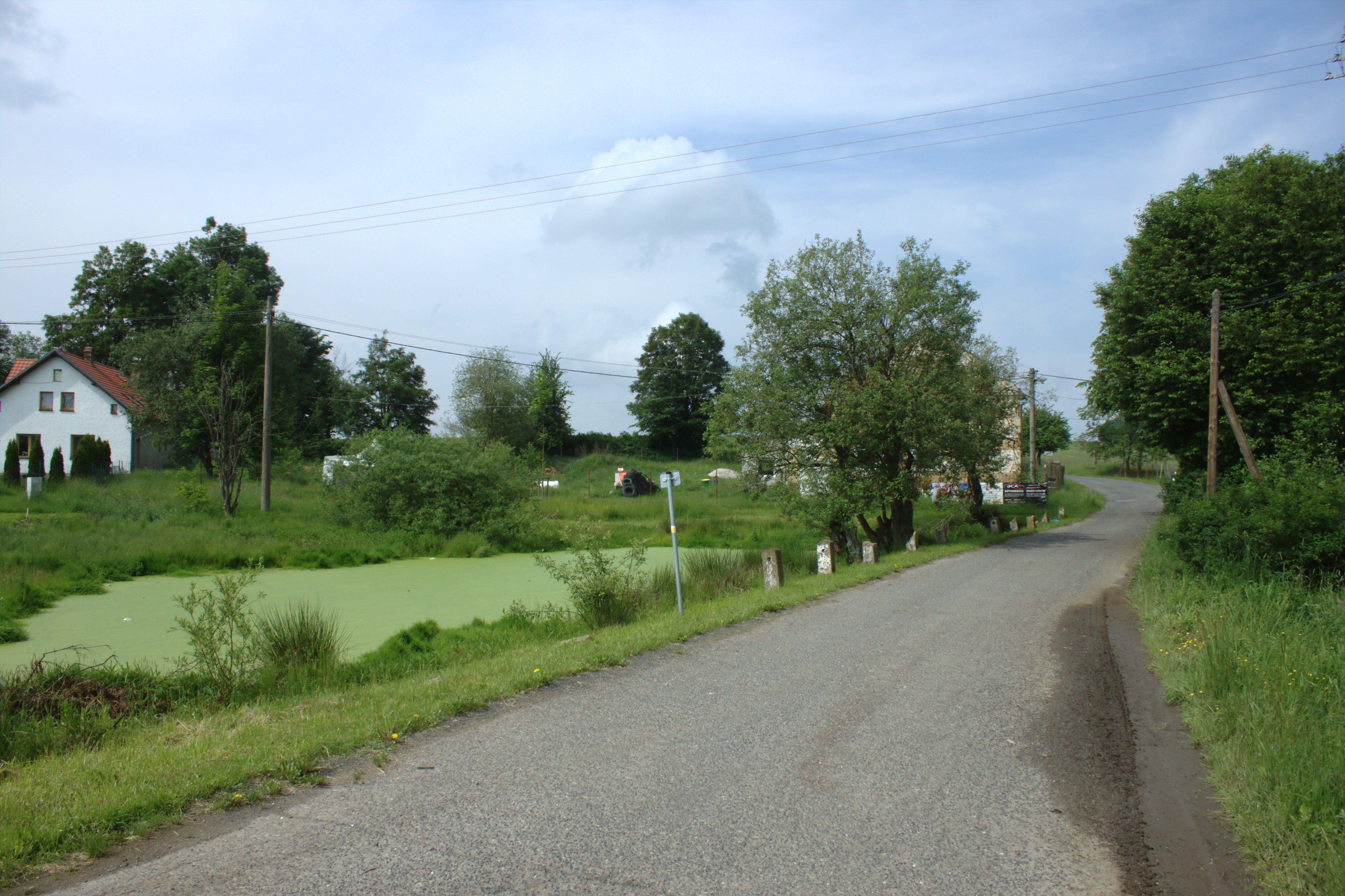
Silnice s rybníkem
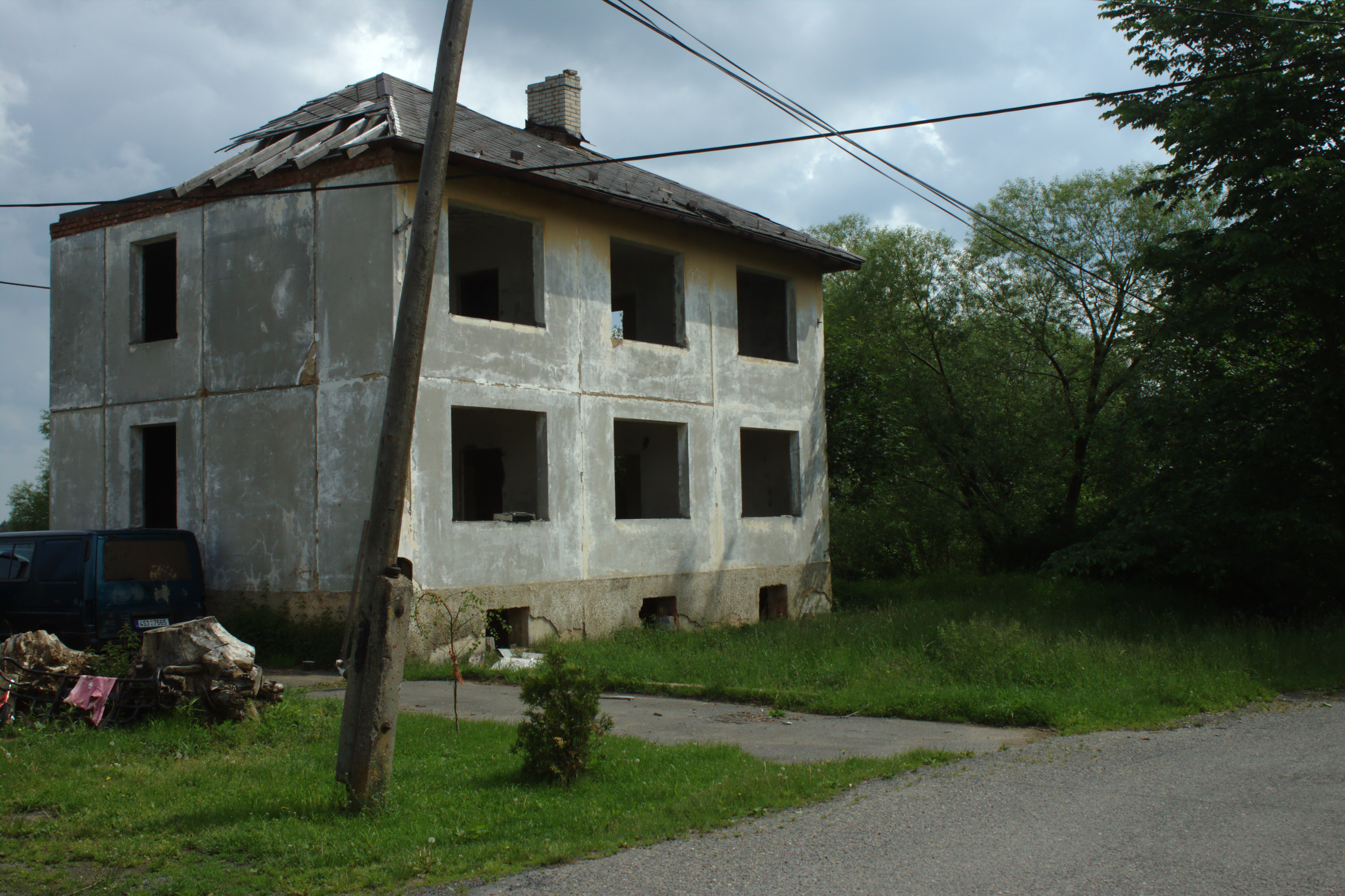
Vybydlený bytový dům
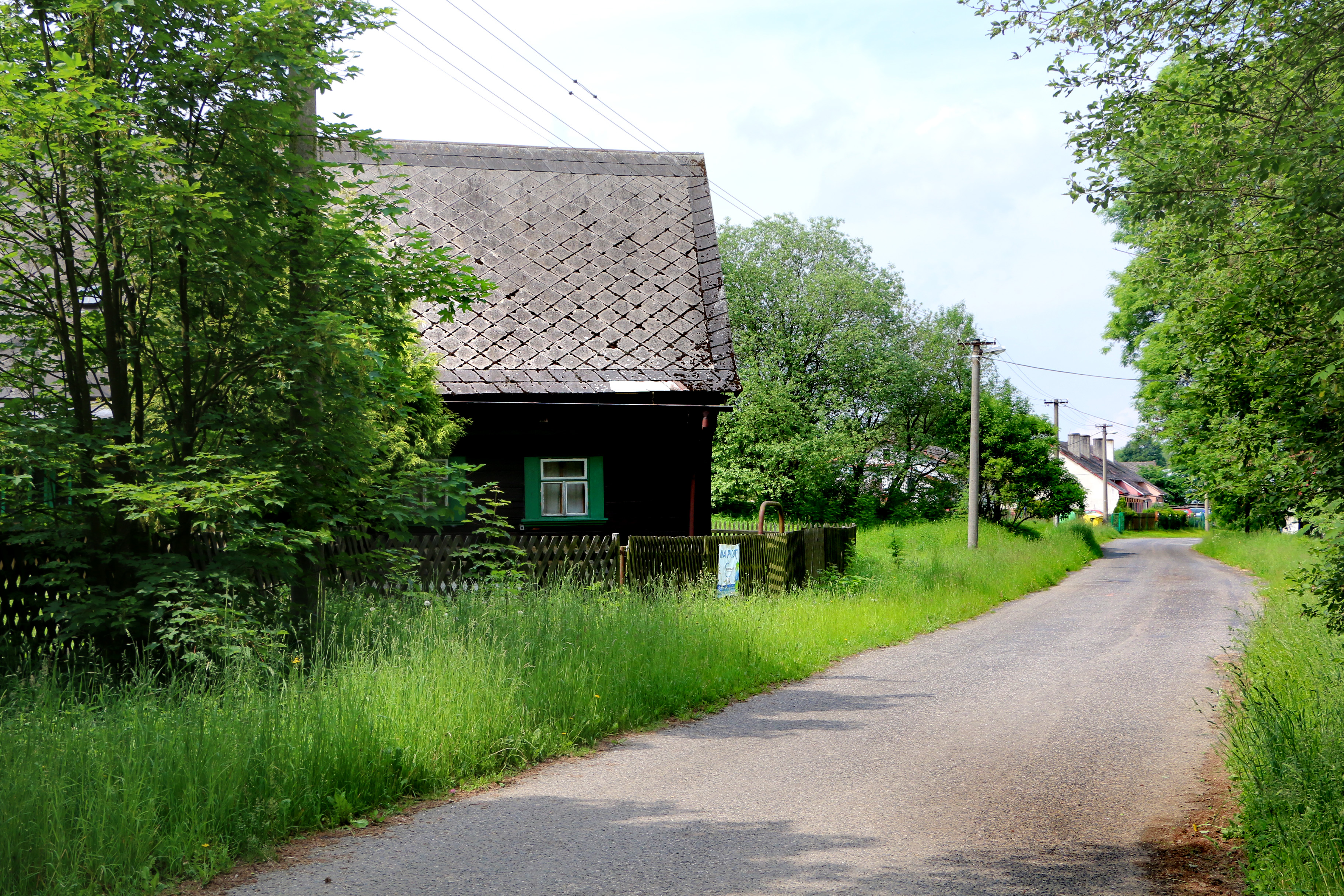
Pohled od východu
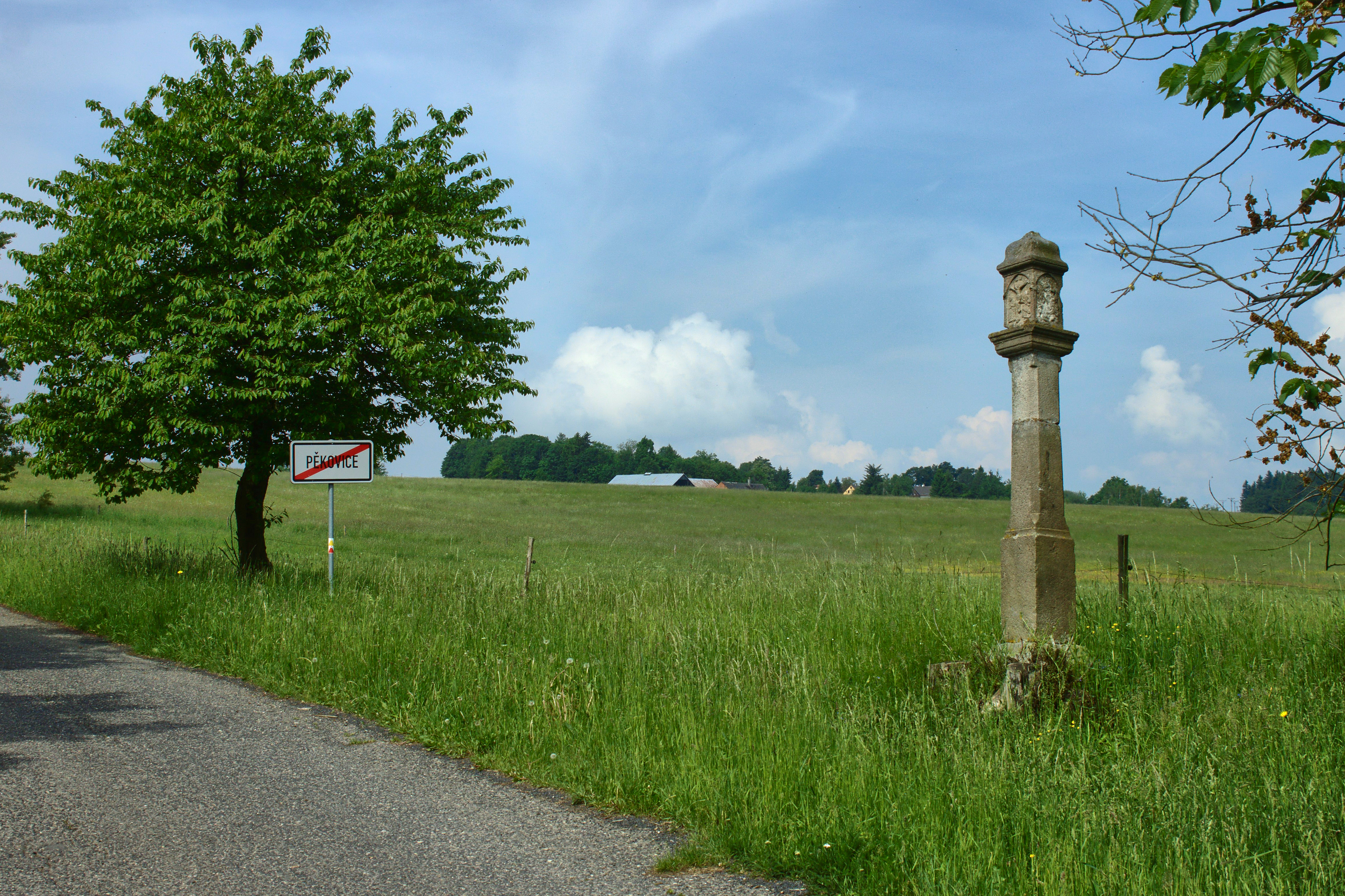
Boží muka na západním okraji vesnice